# Mucigel
Le mucigel est la substance visqueuse, gélatineuse, enrobant en grande partie les racines d'une plante. Il est principalement constitué de mucilages produits par le rhizoderme et les micro-organismes de la rhizosphère.

## Formation
Le mucigel est initialement constitué de mucilage produit par les cellules externes de la coiffe et, en moindre quantité, par les jeunes cellules rhizodermiques n'ayant pas encore de paroi secondaire et les poils absorbants. Il s'agit de polysaccharides acides de nature pectique dont les longues chaines ramifiées et reliées entre elles forment un réseau, ou gel, capable d'emmagasiner une grande quantité d'eau,. Le mucilage est libéré par l'appareil de Golgi dans le milieu extérieur grâce au processus d'exocytose. Au fil de la croissance racinaire, des cellules périphériques enrobées de mucilage se détachent de la coiffe et sont laissées en arrière. Elles finissent par former une gaine autour de la racine à mesure que celle-ci s'allonge et que le mucilage gonfle au contact de l'eau du sol.
Ce mucilage est enrichi de nombreux composés produits par les cellules du rhizoderme (sucres, acides organiques, acides aminés, facteurs de croissance, phytohormones, enzymes, composés volatils...) ou provenant de leur destruction (lysats issus des cellules détachées de la coiffe et des poils absorbants, débris cellulaires). Il est rapidement colonisé et métabolisé par les micro-organismes de la rhizosphère qui en retour sécrètent d'autres polysaccharides, souvent plus résistants aux dégradations enzymatiques (exopolysaccharides). Le mucigel stricto sensu est un assemblage de mucilages d'origine mixte, végétale et microbienne.

## Fonctions
Le mucigel remplit plusieurs fonctions :
- protéger la coiffe et prévenir du dessèchement ;
- lubrifier la racine afin de faciliter sa progression dans le sol ;
- faciliter le drainage de la solution du sol en maintenant une humidité favorable et en comblant les espaces vides entre les surfaces d'absorption de la racine et le sol[4] ;
- permettre un contact étroit entre les racines et les particules du sol, augmentant ainsi la disponibilité des ions minéraux fixés par le complexe argilo-humique ;
- procurer un environnement propice au développement des micro-organismes de la rhizosphère et à l'établissement d'associations symbiotiques avec des bactéries fixatrices d'azote ou des champignons (mycorhizes).